# クワ
クワ（桑）は、クワ科クワ属の総称。ヤマグワ、シマグワなど品種が多い。カイコの餌として古来重要な作物であり、また果樹としても利用される。土留色はこの植物の実の色を指すこともある。

## 特徴

収穫されたマグワの白い果実（イラン・ホラーサーンにて）

クワの名の由来は、カイコの「食う葉」が縮まったとも、「蚕葉（こは）」の読みが転訛したともいわれている。山に自生するヤマグワなどの種類があり、別名カイバともよばれている。果実は人気のベリーの仲間で、庭に植えられるマルベリー（英: Mulberry）があるほか、クワの果実は地方により俗にドドメともよばれている。
クワ科クワ属は、北半球の暖帯もしくは温帯地域に10数種が分布する。中国北部から朝鮮半島にかけての原産といわれ、日本へは古代に渡来したと考えられている。日本には、北海道から九州まで全国に分布する。養蚕のために広く栽培されるほか、かつて盛んだった時期の名残で、放置されて野生化したものが土手や畑のわきなどでも見られる。
落葉性の高木または低木で、高さは5メートル (m) から大きいものは10メートル以上に達するが、ほとんどは灌木で、栽培するものは低木仕立てが多い。幹の目通り直径は、約50センチメートル (cm) になり、樹皮は灰色を帯びる。葉は有柄で互生し、葉身は薄く、表面はつやのある濃い緑色でざらつく。葉縁にはあらい鋸歯がある。葉の形は変化が大きく、切れ込みのない葉や、切れ込みがあるもの葉などさまざまである。大きい木では葉の形はハート形に近い楕円形だが、若い木では葉に多くの切れ込みが入る場合が多い。葉には直径25 - 100マイクロメートル (μm) ほどのプラント・オパールが不均一に分布する。
花期は春（4月ごろ）。雌雄異株または同株。花弁のない淡黄緑色の小花を穂状に下げて開花する。花序は新枝の下部にあって、雄花は枝の先端から房状に雄花序が垂れ下がり、雌花は枝の基部（下部）の方に集合してつく。雌花の雌しべの花柱は長さ2 - 2.5センチメートル (cm) で、先が浅く2裂する。花柱はヤマグワでは明らかで、果実になっても花柱の残りがついている。
果実は5 - 6月ごろ結実し、緑から黄、赤と変化し、初夏に黒紫色に熟す。果実は多くの花が集まった集合果で、キイチゴのような、柔らかい粒が集まった形で、やや長くなる。粒のひとつひとつは、萼が肥厚して種子を包み込んだ偽果である。熟した赤黒い果実は、甘くて生でも食べられる。果実は人間はもとより、野鳥にとっての重要な飼料になる。果実には子嚢菌門チャワンタケ亜門ビョウタケ目キンカクキン科に属するキツネノヤリタケ（Scleromitrula shiraiana）、キツネノワン（Ciboria shiraiana）が寄生することがあり（クワ菌核病）、感染して落下した果実から子実体が生える。

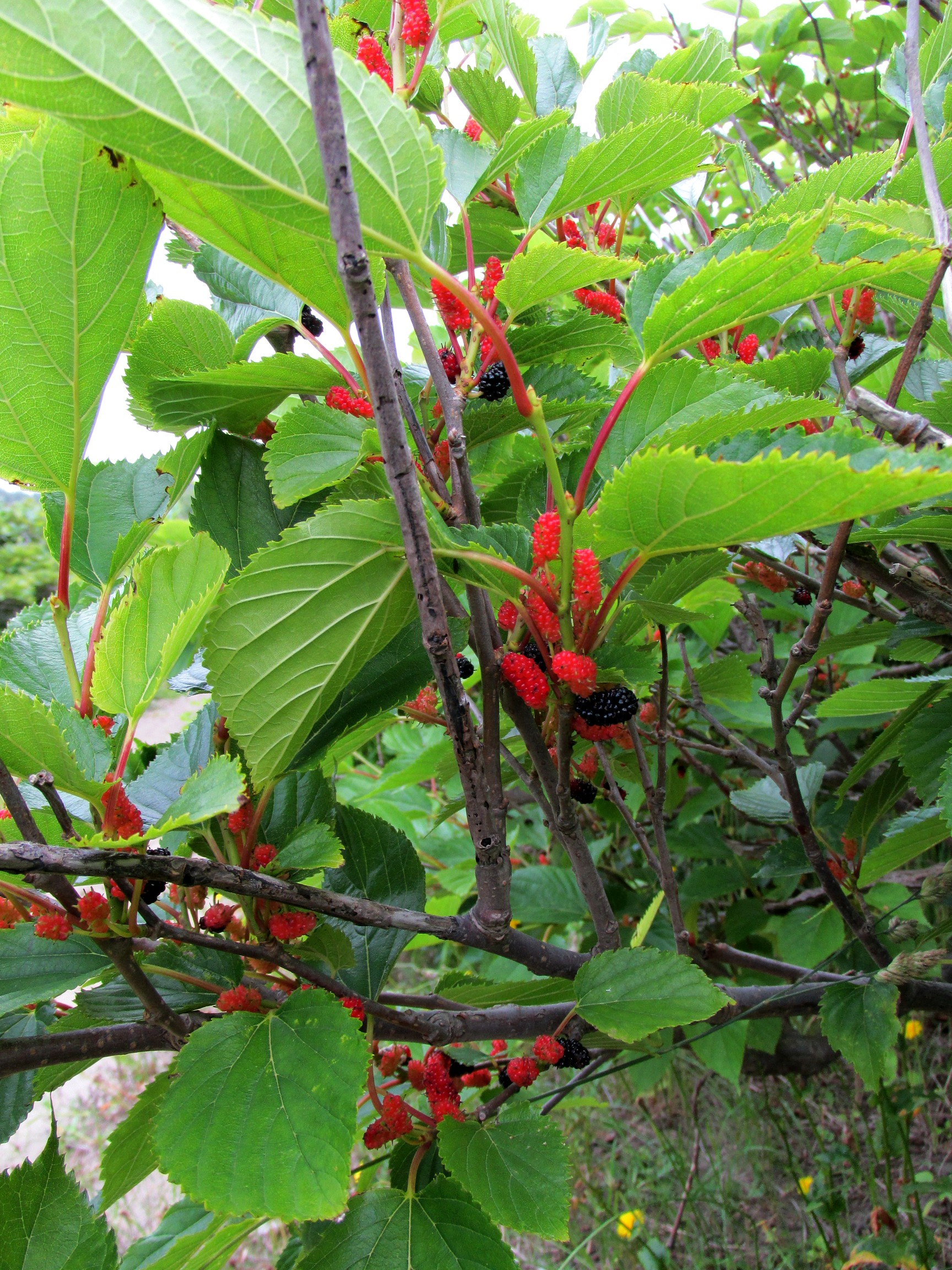
実をつけたクワの木
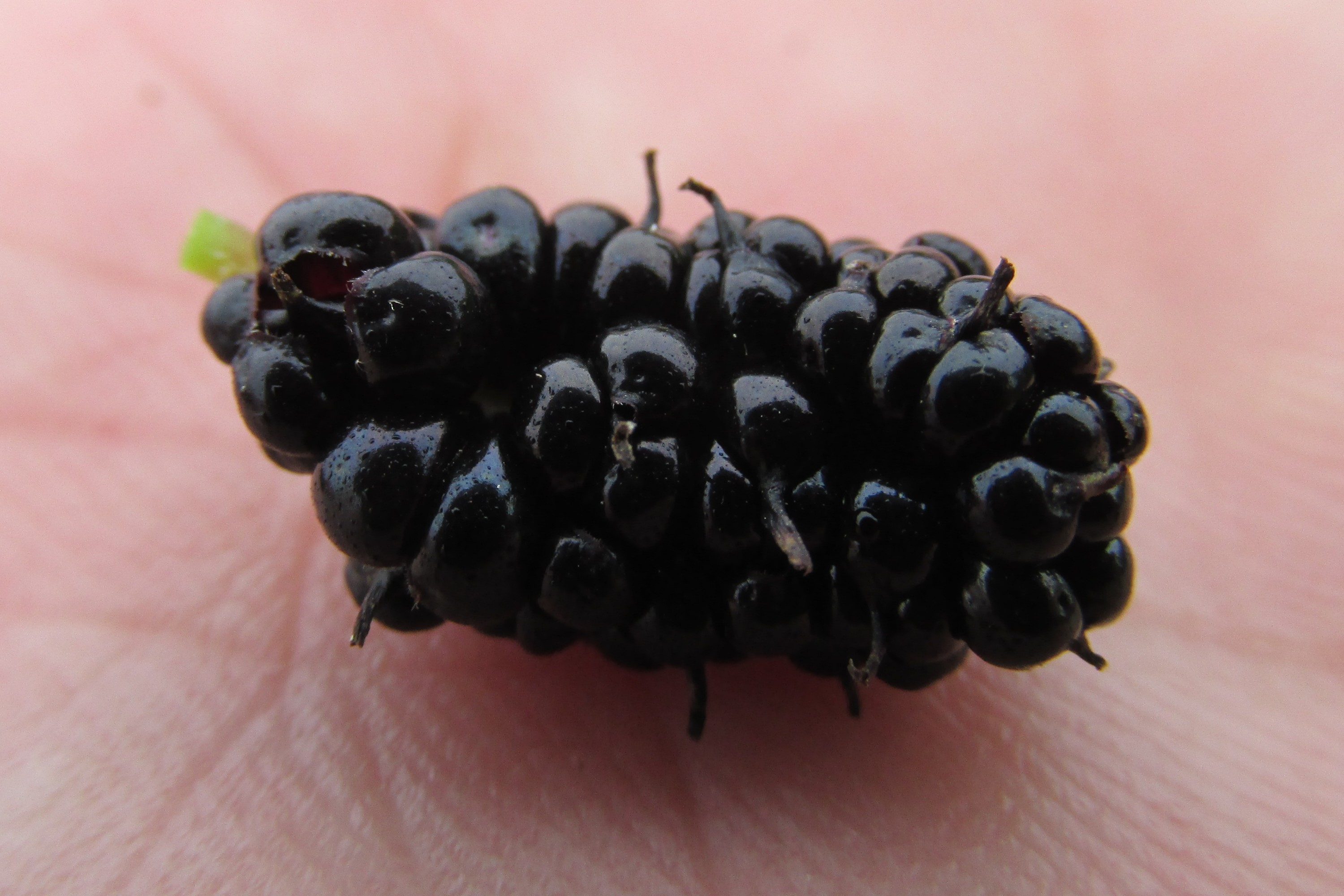
クワの実。そのままでも甘酸っぱくて美味。ジャム・果実酒などにも。

## 主な種類
クワは変種や、品種が多い。
- ログワ（ロソウ）（Morus lhou）
- ハマグワ （Morus australis f. maritima）
- ヤマグワ（Morus bombycis）
- ナガミグワ（Morus laevigata）
- ケグワ（Morus tiliaefolia）
- オガサワラグワ（Morus boninensis）
- テンジクグワ（ヒマラヤマルベリー）（Morus serrata）
- レッドマルベリー（Morus rubra）
- マグワ（トウグワ、マルベリー）（Morus alba）
- クロミグワ（ブラックマルベリー）（Morus nigra）
- ブラックマルベリー（アフリカマルベリー）（Morus mesozygia）

登録品種としてポップベリー、ララベリーがある。
日本全土に自生するヤマグワは、養蚕のために栽培される種であり、多数の栽培品種がある。中国から伝来したマグワとの雑種もあり、種はさまざまである。日本の養蚕では一之瀬（一瀬桑）という品種が普及した。この品種は、明治31年ごろ山梨県西八代郡上野村川浦（現在の同県同郡市川三郷町）で一瀬益吉が、中巨摩郡忍村（現在の中央市）の桑苗業者から購入した桑苗（品種鼠返し）のうちから、本来の鼠返しとは異った性状良好なる個体を発見し、これを原苗としたものである。このほか日本では、ノグワ（野桑）、オガサワラグワ（小笠原桑）、シマグワ（島桑）など、南西日本の分布に由来することから名づけられた種がある。シマグワは別名をリュウキュウグワ（琉球桑）ともいい、台湾の大部分に分布する系統に由来する。伊豆諸島に生育するクワ属もシマグワとして珍重される。
中国には原産で栽培種でもあるマグワ（真桑）やロソウ（魯桑）があるほか、中国北東部・朝鮮北部・モンゴルにかけて分布するモウコグワ（蒙古桑）や、その変種で葉の両面に著しく毛が多いオニグワ（鬼桑）とよばれる種がある。

### ヤマグワ

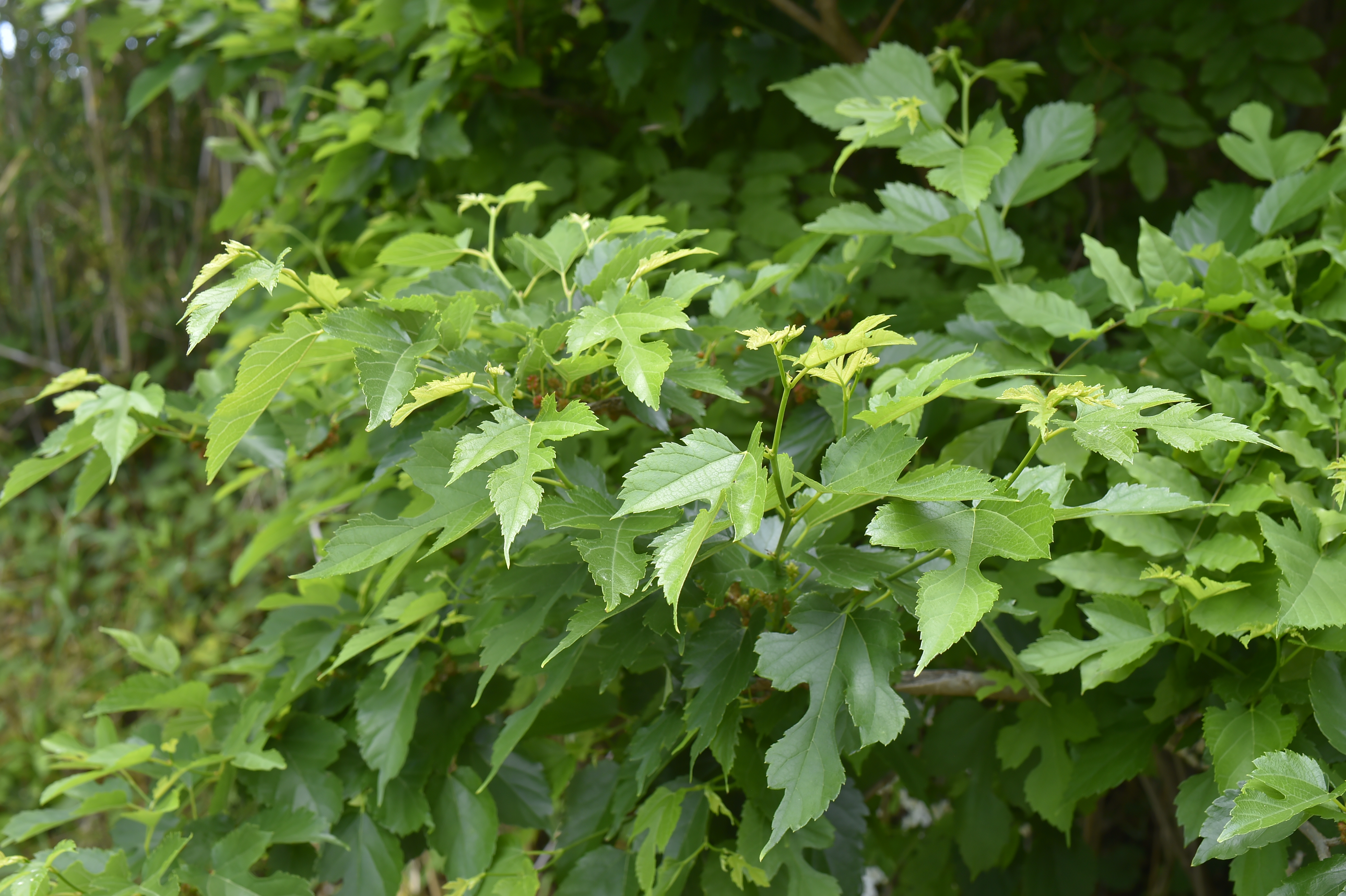
ヤマグワ

ヤマグワ（山桑、学名：Morus australis, Morus bombycis）は、クワ科クワ属の落葉高木。養蚕に使われるクワに対する、山野に自生するクワという意味でよばれている。中国植物名（漢名）は鶏桑（けいそう）という。学名の一つである Morus bombycis は、カイコの学名である Bombyx に由来する。日本、南千島、樺太、朝鮮半島、中国、ベトナム、ミャンマー、ヒマラヤに分布する。日本では北海道から九州まで、各地の山野に自然分布する。
自然の状態では樹高10メートル (m) 、幹径では60センチメートル (cm) まで生長する。枝振りはややまとまりがなく、横に広がる傾向がある。樹皮は茶褐色や灰褐色で、若い木は滑らかだが後に縦方向に不規則な筋が入り裂ける。一年枝は褐色でほぼ無毛である。葉は長さ8 - 20 cm、葉縁に鋸歯がある卵形や広卵形であるが、1 - 3裂して不整な裂片を持つものも多くあり、基部は円形あるいは浅い心形で、さまざまな形がある。
開花期は4 - 5月。ほとんどが雌雄異株であるが、ときに雌雄同株。花は小さくて目立たず、花後（6 - 7月）につく果実は1 cmほどの集合果で「ドドメ」などとよばれており、はじめ赤色であるが夏に熟すと黒紫色になり、食用にされる。完熟果実を食べると唇や舌が紫色に染まり、昔は子供たちのおやつによく食べていた。
冬芽は卵形で褐色をしており、芽鱗の縁は色が淡い。枝先の仮頂芽と互生する側芽はほぼ同じ大きさである。葉痕は円形や半円形で、維管束痕は多数が輪状に並ぶ。冬芽や枝の樹皮はサルの冬の食糧で、かじり取られた跡が見られることがある。
養蚕用に栽培されることも多い。日本では一般には養蚕には用いられていない種であるが、栽培桑の生育不良で飼料不足となるときに用いられた。霜害に強く、栽培桑が被害を受けたときに備えて養蚕地帯では霜害が割合的に少ない山地に植えて置き、栽培桑の緊急時の予備とした。しかし、ヤマグワの葉質は栽培桑よりも硬いため、カイコの成長が遅くなり、飼料としては性質は劣る。北海道では、栽培種のクワの生育が困難だったため、開拓初期に各地でさまざまな試行錯誤が行われ、ヤマグワを用いて養蚕が行われた時もあった。
若芽や若葉を採取して、よく茹でてから水にさらして、おひたし、和え物、煮物などにして食べられる。黒紫色に熟した「桑の実」は、甘くて美味しいと評されていて、一度にたくさん採れるのでジャムをつくることもできる。焼酎を使った果実酒は、強壮薬としての作用があるといわれる。

#### 国指定文化財
日本では以下が、天然記念物として国の文化財の指定を受けている。
- 薄根の大クワ〔群馬県沼田市〕
- 羽吉の大クワ〔新潟県佐渡市〕

### マグワ
マグワ（真桑、学名: Morus alba）は養蚕に使われるクワで、名称はヤマグワに対するものである。別名をトウグワ（唐桑）、カラヤマグワ、カラグワ、マルベリー（mulberry）ともいい、中国東部から朝鮮にかけての地域が原産である。中国植物名（漢名）は桑（そう）という。紀元前にインドや日本に伝わり、シルクロードを経て12世紀にヨーロッパへと伝えられた。果実はベージュ色から薄紫色で、甘いが美味しくはない。
カイコの食料となり、その繭から生糸を採る養蚕のために利用される。中国では4500年前からカイコの祖先にあたる野生のクワコというガの飼育を始め、交配を繰り返して家畜化したカイコという種をつくり、養蚕台の上に置かれたクワの葉を食べさせて飼育している。生糸からつくった絹織物は、中国の重要な輸出産業となり、2000年前の漢の時代に、絹を交易するシルクロードが整備された。

### クロミグワ
クロミグワ（黒実桑、学名: Morus nigra）はアジア南西部の原産で、栽培されたり、鳥に種子を運ばれてヨーロッパに広まった。葉はハート形でざらつく。果実は甘みと酸味のバランスが良く美味であるが、触れた途端に潰れて傷みやすい。

## 利用
カイコがクワの葉を食べて絹糸を作るので、養蚕などのため栽培され、挿し木で繁殖される。強い繊維質を持つことから、製紙の原料にもなっている。クワの果実はヤマグワやマルベリーなど、どの種類も食用に利用できる。
薬用では、マグワ（漢名：桑）、ヤマグワ（漢名：鶏桑）が使われる。根皮はソウハクヒ（桑白皮）とも呼ばれ成分本質 (原材料) が専ら医薬品に指定されている。葉・花・実（集合果）は「非医」扱い。有効成分として、葉にはペクチン、干した葉には蛋白質、フラクトース、グルコース、ペントザン、ガラクトンや、鉄、マンガンなどのミネラル類、葉緑素などが含まれている。果実には、転化糖、リンゴ酸、コハク酸、色素のシアニジン（アントシアニンの1種）、ビタミンA・B1・C、イソクエルシトリンなどを含む。また漢方で利用される根皮には、アデニン、ベタイン、アミリン、シトステロールなどを含んでいる。

### 生薬
クワの根皮は桑白皮（そうはくひ）、葉は桑葉（そうよう）、枝は桑枝（そうし）、果実は椹（たん）または桑椹（そうじん）、もしくは桑椹子（そうしんし）という生薬である。桑白皮は、秋から冬にかけて根を掘り採って水洗いし、外皮を剥いで白い部分だけを刻み、天日干しをして調製される。葉は晩秋の霜が降った後に、枝は初夏に採集して天日乾燥させ調製する。果実と葉は乾燥させて調製されるが、生も用いられる。
利尿、鎮咳、去痰、消炎、強壮などの作用があり、漢方では桑白皮を鎮咳、去痰に配剤され、五虎湯（ごことう）、清肺湯（せいはいとう）などの漢方方剤に使われる。民間では、根皮は咳、喘息、むくみ、高血圧予防目的や強壮。葉は咳、めまい、ふらつき、頭痛、病後の体力回復、滋養強壮、低血圧の補血。枝は関節痛、むくみ。果実は倦怠疲労、不眠、かすみ目、便秘に用いられる。民間療法では、それぞれ1日量5 - 20グラムを600 ccの水で煎じて3回に分けて服用する用法が知られる。煎汁の服用法では、ほてりや熱があるときなどに用いられるが、胃腸が冷えやすい人へは使用禁忌とされている。
多少未熟で紅紫色の果実を桑椹（そうじん）といって、35度の焼酎1リットルに桑椹300グラムを漬け込んで、冷暗所に3か月ほど保存して桑椹酒を作り、低血圧、冷え症、不眠症などの滋養目的に、就寝前に盃1 - 2杯ほど飲まれる。同様に、果実と根皮を35度の焼酎に漬けたものが、1日に盃1杯ほど飲まれる。
民間では、乾燥葉を茶の代用品とする、いわゆる「桑茶」が飲まれていた地域もあり、中風の予防にする。桑茶にするクワの葉は、大きく生長した葉を収穫して天日で乾燥し、揉み潰して堅い部分を除いてすり鉢などで細かくすり潰したものを、抹茶のように湯を注いで飲む。効能として、便秘改善、肝機能強化、脂肪の抑制、糖尿病予防などの研究報告もされている。
桑葉には1-デオキシノジリマイシン（1-deoxynojirimycin; DNJ）が含まれていることが近年の研究で明らかになった。DNJ はブドウ糖の類似物質（アザ糖類の一種、イミノ糖）であり、小腸において糖分解酵素のα-グルコシダーゼに結合することでその活性を阻害する。その結果、スクロースやマルトースの分解効率が低下し、血糖値の上昇が抑制されるなどの効果がラットを対象にした動物実験で報告されている。クワを食餌とする蚕のフンを乾燥させたもの（漢方薬である蚕砂）も同様の効果がある。

### 食用
春に枝先の開いたばかりの若芽や、まだ緑色が濃くならないうちの若葉は、軟らかいうちに摘み取って食べられる。摘んだ若葉は生で天ぷらや掻き揚げにしたり、さっと茹でて水にさらし、おひたしや和え物、汁の実、塩味をつけて炊いた米飯に混ぜたクワ飯などにして食べられる。食味は淡泊で美味と評されている。乾燥してお茶代わりに飲むクワ茶にもできる。
キイチゴの実を細長くしたような姿で、赤黒く熟した果実は、「桑の実」「どどめ」「マルベリー (Mulberry)」「クワグミ」とよばれ、生のまま食用にしたり、桑酒として果実酒の原料、シロップ漬け、ジュースの材料となる。赤黒く熟した果実は、ジャムにすると芳香と甘みに優れている。カフカス地方やアルメニア産のクロミノクワや、アメリカ産のアカミノクワは、いずれも生食用にしたり加工してジャムなどに利用する。
その果実は甘酸っぱく、美味であり、高い抗酸化作用で知られる色素・アントシアニンをはじめとする、ポリフェノールを多く含有する。蛾の幼虫が好み、その体毛が抜け落ちて付着するので食する際には十分な水洗いを行う必要がある。また、非常食として桑の実を乾燥させた粉末を食べたり、水に晒した成熟前の実をご飯に炊き込むことも行われてきた。なお、クワの果実は、キイチゴのような粒の集まった形を表す語としても用いられる。発生学では動物の初期胚に桑実胚、藻類にクワノミモ（パンドリナ）などの例がある。

### 養蚕とクワ

地図記号「桑畑」

養蚕の歴史は古く、中国では紀元前3000年ごろ、日本では弥生時代中期から始められたと考えられている。
桑を栽培する桑畑は地図記号にもなり、日本中で良く見られる風景であった。養蚕業が最盛期であった昭和初期には、桑畑の面積は全国の畑地面積の4分の1に当たる71万ヘクタールに達したという。しかし、生産者の高齢化、後継者難により生糸産業が衰退した。そのため、桑畑も減少し、平成25年の2万5千分の1地形図図式において桑畑の地図記号は廃止となった。新版地形図やWeb地図の地理院地図では、同時に廃止された「その他の樹木畑」と同様、畑の地図記号で表現されている。

### 木材としてのクワ

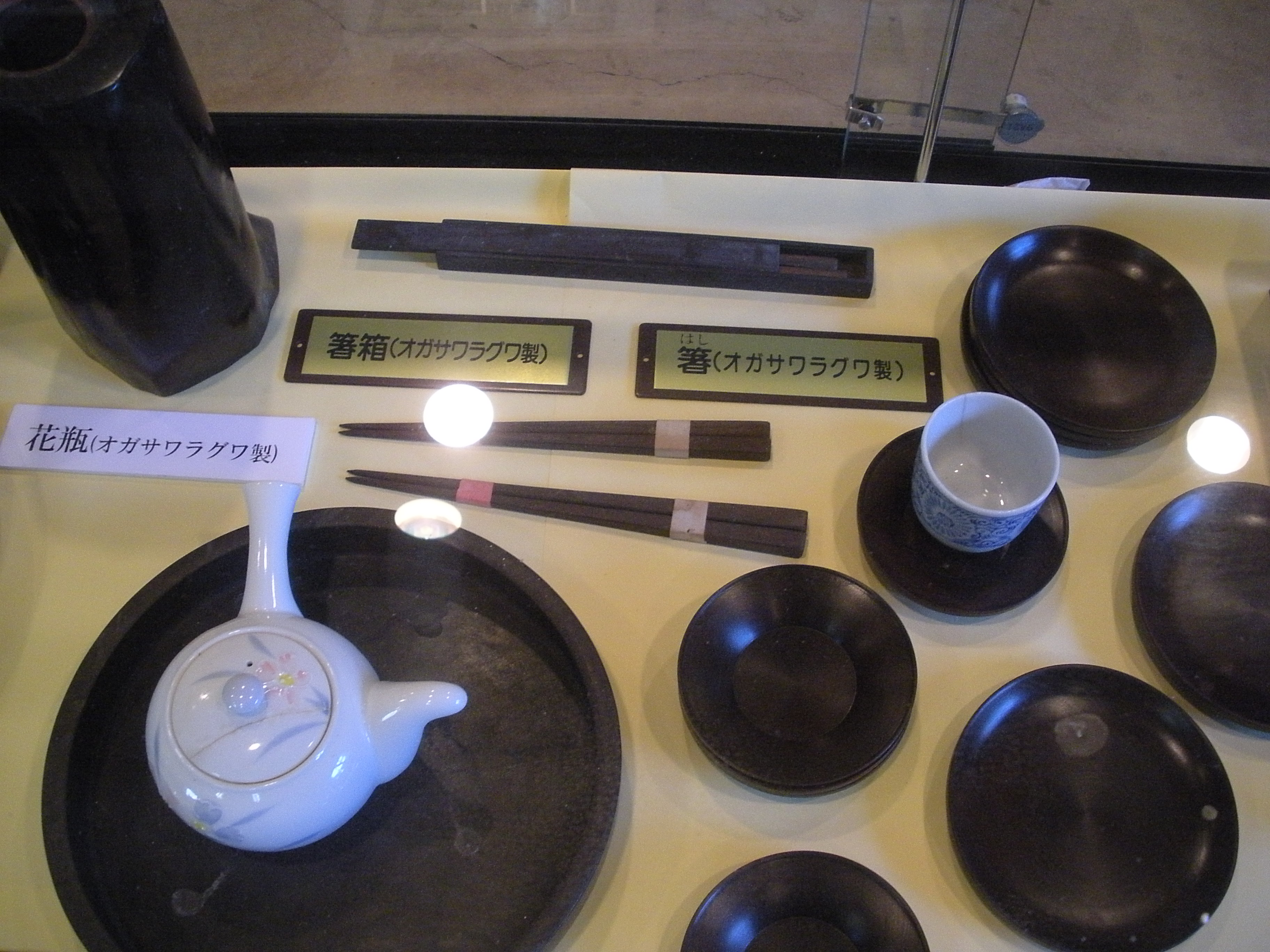
小笠原諸島・母島のロース記念館に陳列された、オガサワラグワ製の細工

クワの木質はかなり硬く、磨くと深い黄色を呈して美しいので、しばしば工芸用に使われる。しかし、銘木として使われる良材は極めて少ない。特に良材とされるのが、伊豆諸島の御蔵島や三宅島で産出される「島桑」であり、緻密な年輪と美しい木目と粘りのあることで知られる。江戸時代から江戸指物に重用され、老人に贈る杖の素材として用いられた。国産材の中では最高級材に属する。小笠原諸島の母島には、島の固有種であるオガサワラグワの大木が点在していた。だが銘木として乱伐され、現在ではほとんど失われている。
また古くから弦楽器の材料として珍重された。正倉院にはクワ製の楽琵琶や阮咸が保存されており、薩摩琵琶や筑前琵琶もクワ製のものが良いとされる。三味線もクワで作られることがあり、特に小唄では音色が柔らかいとして愛用されたが、広い会場には向かないとされる。
なお、幕末には桑の樹皮より綿を作る製法を江戸幕府に届け出たものがおり、1861年（文久元年）には幕府からこれを奨励する命令が出されているが、普及しなかったようである。桑の樹皮から繊維(スフ)を得る取り組みは、第二次世界大戦による民需物資の欠乏が顕著となり始める1942年（昭和17年）ごろより戦時体制の一環として行われるようになり、学童疎開中の者も含め全国各地の児童を動員しての桑の皮集めが行われた。最初民需被服のみであった桑の皮製衣服の普及は、最終的に1945年（昭和20年）ごろには日本兵の軍服にまで及んだが、肌触りに難があったことから終戦とともにその利用は廃れた。

### 製紙原料
現在の中国新疆ウイグル自治区にあるホータン周辺の地域では、ウイグル人の手工業によって現在も桑の皮を原料とした紙（桑皮紙）の製造が行われている。伝承では、蔡倫よりも古く、2000年以上の製紙歴史があると言われているが、すでに宋の時代（12世紀ごろ）、和田の桑皮紙は西遼の公文書などで使用されていた。新疆では、清及び民国期の近代に至るまで、紙幣や公文書、契約書などの重要書類に桑皮紙が広く使用されていた。
中国の元王朝では、紙幣である交鈔の素材としてクワの樹皮が用いられた。中国広西チワン族自治区来賓市などでは、養蚕に使うために切り落とすクワの枝を回収して、製紙原料にすることが実用化されている。新たに年産20万トンの工場建設も予定されている。

## 害虫
カイコガとその祖先とされるクワコ以外にもクワを食草とするガの幼虫がおり、クワエダシャク、クワノメイガ、アメリカシロヒトリ、セスジヒトリなどが代表的。クワエダシャクの幼虫はクワの枝に擬態し、枝と見間違えて、土瓶を掛けようとすると落ちて割れるため「土瓶割り」という俗称がある。クワシントメタマバエもクワの木によく見られる。カミキリムシには幼虫がクワの生木を食害する種が極めて多く、クワカミキリ、センノカミキリ、トラフカミキリ、キボシカミキリ、ゴマダラカミキリなどが代表的である。これらのカミキリムシは農林業害虫として林業試験場の研究対象となっており、実験用の個体を大量飼育するため、クワの葉や材を原料としソーセージ状に加工された人工飼料も開発されている。なお、オニホソコバネカミキリも幼虫がクワの材を専食するカミキリムシであるが、摂食するのが農林業に利用されない巨大な古木の枯死腐朽部であるため害虫とは見なされていない。

## 霜害
養蚕の普及とともにクワの栽培も広がりを見せたが、春一番目に発芽した葉は遅霜の被害に遭いやすかった。長野県では1924年（大正13年）には103万円、1927年（昭和2年）には1000万円とも見積もられる被害を出している。霜害に遭うと葉は黒く変色して養蚕には使用できなくなるので二番目の発芽を待つしかなく、春蚕の生産に大きな影響を与えた。

## 神話・伝承
古代バビロニアにおいて、桑の実はもともとは白い実だけとされるが、赤い実と紫の実を付けるのは、ギリシャ神話の『ピュラモスとティスベ』という悲恋によるこの二人の赤い血が、白いその実を染め、ピュラモスの血が直接かかり赤となり、ティスベの血を桑の木が大地から吸い上げて紫になったとされている。
桑の弓、桑弓（そうきゅう）ともいい、男の子が生まれた時に前途の厄を払うため、家の四方に向かって桑の弓で蓬の矢を射た。起源は古代中華文明圏による男子の立身出世を願った通過儀礼で、日本に伝わって男子の厄除けの神事となった。桑の弓は桑の木で作った弓、蓬の矢は蓬の葉で羽を矧いだ（はいだ）矢。
養蚕発祥の地、中国においてはクワは聖なる木だった。地理書『山海経』において10個の太陽が昇ってくる扶桑という神木があったが、羿（げい）という射手が9個を射抜き昇る太陽の数は1個にしたため、天が安らぎ、地も喜んだと書き残されている。太陽の運行に関わり、世界樹的な役目を担っていた。詩書『詩経』においてもクワはたびたび題材となり、クワ摘みにおいて男女のおおらかな恋が歌われた。小説『三国志演義』においては劉備の生家の東南に大きな桑の木が枝葉を繁らせていたと描かれている。
日本においてもクワは霊力があるとみなされ、特に前述の薬効を備えていたことからカイコとともに普及した。古代日本ではクワは箸や杖という形で中風を防ぐとされ、鎌倉時代喫茶養生記においては「桑は是れ又仙薬の上首」ともてはやされている。

## 文学
クワの花言葉は、「知恵」とされる。

### 桑原、桑原
雷よけのまじないとして広く使われた言葉であるが、最も知られている由来は桑原村の井戸に雷が落ち、蓋をしたところ雷が「もう桑原に落ちないから逃がしてくれ」と約束したためという説があり、これにはクワ自体は関わりがない。しかし、諸説の中には宮崎県福島村でクワの上に雷が落ち、雷がけがをしたので落ちないようになったという説、沖縄県では雷がクワのまたに挟まれて消えたため雷鳴の折には「桑木のまた」と唱えるようになったという説もある。

### ことわざ・慣用句
- 滄桑の変 - 桑田滄海ともいい、クワ畑がいつのまにか海に変わるような天地の激しい流転の意。神仙伝が出典であり、仙女の麻姑が500年間の変化として話した内容から生まれた。月日の流れの無常を示す言葉として、唐代の劉廷芝の詩にも使われている[36]。
- 蓬矢桑弓（ほうしそうきゅう） - もともとは上記にある中華・日本においての男子の祭事や神事であるが、払い清めをあらわす言葉の比喩として万葉集や古事記にも用いられ、「蓬矢」・「桑弓」それぞれ単独でも同じ意味を持つ。
- 桑中之喜（そうちゅうのき、そうちゅうのよろこび） - 畑の中で男女がひそかに会う楽しみのこと[37]。中国では、桑畑の中や桑の木を目印としてその下で逢引をしていたと言われ、『詩経』鄘風（ヨウフウ）篇には桑畑で美女を待つ「桑中」という詩が記載されている[37]。永井荷風の随筆にも、色事について書いた「桑中喜語」がある[38]。